# Gira de los Leones Británico-Irlandeses 1968
La Gira de los Leones Británicos e Irlandeses 1968 fue el 20 tour internacional de rugby de los europeos, que tuvo lugar en Sudáfrica desde el 18 de mayo al 27 de julio de 1968.
Fue la última gira de los Leones en los años 1960 y la novena visita a los Springboks. Por entonces la nación africana aplicaba el apartheid y cuatro años antes había iniciado el boicot deportivo con la prohibición del Comité Olímpico Internacional, por lo que la gira ocasionó polémica internacional y hoy es parte oscura del rugby.

## Plantel
El entrenador en jefe fue Dawson (36 años), quien había jugado seis pruebas con los Leones en Australasia 1959.
|                           | Jugador           | Edad    | Posición      | Pruebas | Equipo             |
| ------------------------- | ----------------- | ------- | ------------- | ------- | ------------------ |
| Hookers y Pilares         |                   |         |               |         |                    |
| 3                         | Tony Horton       | 30 años | Pilar         | 0       | Blackheath Rugby   |
| 1                         | Syd Millar        | 34 años | Pilar         | ?       | Ballymena R.F.C.   |
| 2                         | John Pullin       | 26 años | Hooker        | 0       | Bristol Bears      |
|                           | John O'Shea       | 28 años | Pilar         | 0       | Cardiff RFC        |
|                           |                   |         |               |         |                    |
|                           |                   |         |               |         |                    |
|                           |                   |         |               |         |                    |
| Segundas líneas           |                   |         |               |         |                    |
|                           |                   |         |               |         |                    |
| 5                         | Willie McBride    | 28 años | Segunda línea | 5       | Ballymena R.F.C.   |
| 4                         | Peter Stagg       | 26 años | Segunda línea | 0       | Sale Sharks        |
| Alas y Octavos            |                   |         |               |         |                    |
| 6                         | Rodger Arneil     | 24 años | Ala           | 0       | Leicester Tigers   |
|                           | Mick Doyle        | 26 años | Ala           | 0       | Munster Rugby      |
| 7                         | Bob Taylor        | 26 años | Ala           | 0       | Northampton Saints |
| 8                         | Jim Telfer        | 28 años | Octavo        | 5       | Melrose RFC        |
| Medios scrums             |                   |         |               |         |                    |
|                           | Gordon Connell    | 23 años | Medio scrum   | 0       | London Scottish FC |
| 9                         | Gareth Edwards    | 21 años | Medio scrum   | 0       | Cardiff RFC        |
|                           | Roger Young       | 25 años | Medio scrum   | 3       | Collegians         |
| Aperturas y Centros       |                   |         |               |         |                    |
| 13                        | Barry Bresnihan   | 24 años | Centro        | 0       | Munster Rugby      |
|                           | Gerald Davies     | 23 años | Centro        | 0       | Cardiff RFC        |
| 10                        | Mike Gibson       | 25 años | Apertura      | 4       | London Irish       |
|                           | Keith Jarrett     | 20 años | Centro        | 0       | Newport RFC        |
|                           | Barry John        | 23 años | Apertura      | 0       | Cardiff RFC        |
|                           | Billy Raybould    | 24 años | Centro        | 0       | London Welsh RFC   |
| 12                        | Jock Turner       | 24 años | Centro        | 0       | Gala RFC           |
| Fullbacks y Wings         |                   |         |               |         |                    |
|                           | Bob Hiller        | 25 años | Fullback      | 0       | Harlequins FC      |
|                           | Sandy Hinshelwood | 26 años | Wing          | 2       | London Scottish FC |
|                           | Keri Jones        | 23 años | Wing          | 0       | Cardiff RFC        |
| 15                        | Tom Kiernan       | 29 años | Fullback      | 1       | Munster Rugby      |
| 11                        | Maurice Richards  | 23 años | Wing          | 0       | Cardiff RFC        |
| 14                        | Keith Savage      | 27 años | Wing          | 0       | Northampton Saints |
| Entrenador: Ronnie Dawson |                   |         |               |         |                    |

## Historia
Fue la primera vez que los partidos se transmitieron en vivo para el Reino Unido y otros países, BBC Two lo hizo.
Los jugadores debieron comprarse ellos mismos su camiseta y en Sudáfrica se les prohibió interactuar con negros. Bob Taylor recuerda que los espectadores en las gradas, todos afrikáners, les arrojaban objetos contundentes.
A diferencia de las dos giras anteriores a Sudáfrica, esta selección no siguió la tradición y se detuvo de regreso a Europa en Kenia para jugar contra África del Este.

### Frente a Namibia y Zimbabue
En esta gira sucedió la segunda de las tres pruebas, contra la hoy Zimbabue y entonces República de Rodesia.
| 3 de junio | Rodesia | 6 – 32 | Leones                                             | ¿?, Harare                                 |                                            |
|            | Penales |        | Try McBride Conversión Kiernan Penales (5) Kiernan | Asistencia: ¿? espectadores Árbitro(s): ¿? | Asistencia: ¿? espectadores Árbitro(s): ¿? |

| 15 de junio | África del Sudoeste | 0 – 23 | Leones                                             | ¿?, Windhoek                               |                                            |
|             |                     |        | Try McBride Conversión Kiernan Penales (5) Kiernan | Asistencia: ¿? espectadores Árbitro(s): ¿? | Asistencia: ¿? espectadores Árbitro(s): ¿? |

## Partidos de entrenamiento
Hasta la actualidad, el siguiente es el récord de más victorias.
| Fecha       | Rival                      | Resultado |        | Lugar              | Espectadores | Ciudad          |
| ----------- | -------------------------- | --------- | ------ | ------------------ | ------------ | --------------- |
| 18 de mayo  | Leopards                   | 12 – 20   | Leones | Olën Park          | ¿?           | Potchefstroom   |
| 22 de mayo  | Western Province           | 6 – 10    | Leones | Estadio Newlands   | ¿?           | Ciudad del Cabo |
| 25 de mayo  | SWD Eagles                 | 6 – 24    | Leones | ¿?                 | ¿?           | Mosselbaai      |
| 29 de mayo  | Eastern Province Elephants | 14 – 23   | Leones | ¿?                 | ¿?           | Gqeberha        |
| 1 de junio  | Natal Sharks               | 5 – 17    | Leones | ¿?                 | ¿?           | Durban          |
| 12 de junio | North West Cape            | 5 – 25    | Leones | ¿?                 | ¿?           | Upington        |
| 18 de junio | Golden Lions               | 14 – 6    | Leones | Estadio Ellis Park | ¿?           | Johannesburgo   |
| 29 de junio | Falcons                    | 9 – 37    | Leones | ¿?                 | ¿?           | Springs         |
| 3 de julio  | Blue Bulls                 | 19 – 22   | Leones | ¿?                 | ¿?           | Pretoria        |
| 6 de julio  | Griquas                    | 3 – 11    | Leones | ¿?                 | ¿?           | Kimberley       |
| 8 de julio  | Boland Cavaliers           | 0 – 14    | Leones | ¿?                 | ¿?           | Wellington      |
| 17 de julio | Border Bulldogs            | 6 – 26    | Leones | ¿?                 | ¿?           | East London     |
| 20 de julio | Free State Cheetahs        | 3 – 9     | Leones | ¿?                 | ¿?           | Bloemfontein    |
| 22 de julio | North East Cape            | 12 – 40   | Leones | ¿?                 | ¿?           | Cradock         |

## Springboks
Entrenador: Alexander Kirkpatrick
Forwards
- Tommy Bedford
- B
- C
- Frik du Preez
- Jan Ellis
- F
- Piet Greyling
- Hannes Marais

Backs
- A
- B
- C
- D
- Dawie de Villiers
- F
- Piet Visagie
- H

## Pruebas
En la prueba debut, la estrella Barry John se fracturó la clavícula y no volvió a jugar. Su puesto lo usó Mike Gibson, quien fue uno de los mejores centros de la historia.
| 8 de junio | Sudáfrica                                                                                  | 25 – 20 | Leones                                             | Estadio Loftus Versfeld, Pretoria                     |                                                       |
|            | Tries D. De Villiers Du Preez Naude Conversiones Visagie (2) Penales Naude (2) Visagie (2) |         | Try McBride Conversión Kiernan Penales (5) Kiernan | Asistencia: 74.000 espectadores Árbitro(s): Max Baise | Asistencia: 74.000 espectadores Árbitro(s): Max Baise |

### Segunda fecha
| 22 de junio | Sudáfrica             | 6 – 6 | Leones              | Estadio EPRU, Gqeberha                                     |                                                            |
|             | Penales Naude Visagie |       | Penales (2) Kiernan | Asistencia: 57.000 espectadores Árbitro(s): Johan Schoeman | Asistencia: 57.000 espectadores Árbitro(s): Johan Schoeman |

### Tercera fecha
| 13 de julio | Sudáfrica                                            | 11 – 6 | Leones              | Estadio Newlands, Ciudad del Cabo                     |                                                       |
|             | Try Lourens Conversión Visagie Penales Naude Visagie |        | Penales (2) Kiernan | Asistencia: 46.100 espectadores Árbitro(s): Max Baise | Asistencia: 46.100 espectadores Árbitro(s): Max Baise |

### Última fecha
| 27 de julio | Sudáfrica                                                          | 19 – 6 | Leones              | Estadio Ellis Park, Johannesburgo                            |                                                              |
|             | Tries Ellis Nomis Olivier Roux Conversiones Visagie (2) Drop Gould |        | Penales (2) Kiernan | Asistencia: 62.200 espectadores Árbitro(s): Bertie Strasheim | Asistencia: 62.200 espectadores Árbitro(s): Bertie Strasheim |

## Legado
Si bien la selección fracasó rotundamente contra los Springboks, hoy se recuerda al plantel debido a su récord de trece victorias en partidos de entrenamiento y los triunfos contra Namibia y Zimbabue.
Estando muy ebrios, frustrados y molestos por las derrotas ante los Springboks, algunos jugadores quemaron sus sacos de honor en la pista del Aeropuerto de Kimberley. Esto les valió que el periódico Sunday Times escribiera: «Son el equipo de peor comportamiento que jamás haya realizado una gira por Sudáfrica».
Peter Stagg quedó tan maravillado con África, que en los años 1970 se fue a vivir a Zambia. El plantel se reunió en 1993 por el 25 aniversario de la gira y desde entonces se reunió cada cinco años hasta 2018, fue la última ocasión y la mayoría de los jugadores fallecieron en los recientes años.